# Zamarada radula
Zamarada radula är en fjärilsart som beskrevs av Fletcher 1974. Zamarada radula ingår i släktet Zamarada och familjen mätare. Inga underarter finns listade i Catalogue of Life.